# Me casé con una estrella
Me casé con una estrella es una película argentina en blanco y negro dirigida por Luis César Amadori sobre su propio guion, que se estrenó en la Argentina el 4 de octubre de 1951 y que tuvo como protagonistas a Luis Sandrini, Conchita Piquer y Pierina Dealessi.

## Sinopsis
Un muchacho humilde que trabaja en una compañía teatral debe convertirse en esposo de una actriz para que ella recupere a su hijo.

## Reparto
- Luis Sandrini ... Romeo Pedragosa
- Conchita Piquer ... Gloria Soler
- Pierina Dealessi ... Marieta
- Manuel Perales ... Quiñones
- Francisco López Silva ... Don Jaime Heredia
- Diana Myriam Jones ... Carmelita
- Perla Mux ... Perlita
- Héctor Armendáriz ... Dr. Jorge Funes Díaz
- Maruja Lopetegui ... Doña Mercedes Funes Díaz
- Max Citelli ... Don Virgilio Funes Díaz
- Alberto Barcel ... Dr. Vélez
- Zully Moreno …Cameo
- Warly Ceriani ... Juez
- Pedro Pompillo
- José Comellas ... Actor
- Luis García Satur ... Empresario teatral

## Comentarios
Noticias Gráficas dijo en su crónica que el filme:

”permite a Conchita Piquer y a Luis Sandrini…mostrar a cada uno en su cuerda la riqueza de sus medios artísticos.”

Por su parte Manrupe y Portela escriben:

”Sandrini y estrella de la canción española convocados para tratar de conquistar el mercado hispano. No pudo ser.”